# Pau Alabern i Moles
Pau Alabern i Moles (Barcelona, 1804 - Barcelona, 1860) fou un gravador català, membre de la família Alabern, amb diversos parents artistes i tecnòlegs en diversos camps.

## Biografia
Fou fill del mestre Pau Alabern i de Mariana Moles, ambdós naturals de Barcelona. Es va dedicar des de molt petit al cultiu de les arts; ja des de nen va demostrar la seva gran disposició per exercitar-les, i destacava en el dibuix i el gravat. Va assistir a l'escola de dibuix, pintura, escultura i gravat finançada per la Junta de Barcelona; allà va dur a terme un estudi de les obres dels professors espanyols del segle xviii -inclòs el seu avi, Pere-Pasqual Moles i Corones- i va obtenir, a més, diversos premis.
No va ocupar cap càrrec oficial, però va formar a diversos deixebles, inclòs Antoni Roca i el seu propi fill, Camil.
Amb els seus treballs en coure i acer va il·lustrar la major part de les publicacions catalanes en circulació entre els anys 1823 i 1850. Entre les seves obres van destacar Sant Josep, Retrat del Bisbe de Port-Victòria i el Mapa de España de Flores.